# Saint-Germain-du-Bois
Saint-Germain-du-Bois település Franciaországban, Saône-et-Loire megyében. Lakosainak száma 1947 fő (2022. január 1.). Saint-Germain-du-Bois Serley, Bouhans, Devrouze, Frangy-en-Bresse, Mervans, Montcony, Saint-Usuge, Sens-sur-Seille és Simard községekkel határos.

## Népesség
A település népessége az elmúlt években az alábbi módon változott:
| Lakosok száma | 1931 | 1925 | 1965 | 1899 | 1888 | 1895 | 1890 | 1917 | 1947 |
|               | 2013 | 2015 | 2016 | 2017 | 2018 | 2019 | 2020 | 2021 | 2022 |